# Comuna Svinninge
Svinninge (Svinninge Kommune) a fost o comună din comitatul Vestsjællands Amt, Danemarca, care a existat între anii 1970-2006. Comuna avea o suprafață totală de 85,92 km² și o populație de 6.542 de locuitori (în 2004), iar din 2007 teritoriul său face parte din comuna Holbæk.
1. ↑  Danske borgmestre 1970-2018 (PDF)